# Universidad de Ciencias y Artes de América Latina
La Universidad de Ciencias y Artes de América Latina (UCAL) es una universidad privada ubicada en el distrito de La Molina, en la ciudad de Lima, capital del Perú. Fue fundada el 17 de febrero del 2010. Actualmente, la universidad cuenta con 10 carreras universitarias y fue la séptima licenciada por SUNEDU.

## Carreras
UCAL cuenta con 8 carreras universitarias:
| Carreras |
| --- |
| - Arquitectura - Arquitectura de Interiores - Comunicación Audiovisual y Cine - Comunicación y Publicidad Transmedia - Comunicación y Periodismo - Comunicaciones - Diseño Gráfico Publicitario - Diseño Gráfico Estratégico - Marketing e Innovación |

## Rankings académicos
En los últimos años, se ha generalizado el uso de rankings universitarios internacionales para evaluar el desempeño de las universidades a nivel nacional y mundial; siendo estos rankings clasificaciones académicas, que ubican a las instituciones de acuerdo a una metodología científica de tipo bibliométrica, que incluye criterios objetivos medibles y reproducibles, tomando en cuenta por ejemplo: la reputación académica, la reputación de empleabilidad para los egresantes, la citas de investigación a sus repositorios y su impacto en la web. Del total de 92 universidades licenciadas en el Perú, la Universidad de Ciencias y Artes de América Latina se ha ubicado dentro del tercio inferior a nivel nacional, en determinados rankings universitarios internacionales.